# Carpatolechia
Carpatolechia is een geslacht van vlinders van de familie tastermotten (Gelechiidae).

## Soorten
- C. aenigma

Sobere smalpalpmot (Sattler, 1983)
- C. alburnella

Satijnsmalpalpmot (Zeller, 1839)
- C. decorella

Schouderstreepmot (Haworth, 1812)
- C. epomidella (Tengstrom, 1869)
- C. filipjevi (Lvovsky & Piskunov, 1993)
- C. fugacella

Variabele smalpalpmot (Zeller, 1839)
- C. fugitivella

Streepsmalpalpmot (Zeller, 1839)
- C. inscriptella Christoph, 1882
- C. intermediella Huemer & Karsholt, 1999
- C. mersinella Staudinger, 1880
- C. minor (Kasy, 1978)
- C. notatella

Lichte smalpalpmot (Hübner, 1813)
- C. paripunctella Thunberg, 1794
- C. proximella

Smalpalpmot (Hübner, 1796)